# Frederick Matthias Alexander
Pour les articles homonymes, voir Alexandre.
Frederick Matthias Alexander (né le 20 janvier 1869 à Wynyard, Tasmanie et mort le 10 octobre 1955 à Londres) est un acteur et pédagogue spécialisé dans le répertoire shakespearien.

## Biographie
Cet acteur était devenu aphone et la médecine n'avait rien pu faire pour lui à cette époque. Ne voulant pas abandonner sa carrière il développa une technique de travail sur soi pour améliorer l'usage de sa voix, en s'inspirant de celle de François Delsarte (1811-1871), auquel était survenu une mésaventure comparable.
F. M. Alexander est surtout connu pour avoir mis au point cette méthode appelée technique Alexander, qui s'articule sur un principe d'une base physiologique et expérimentale. Il découvre l'existence d'une certaine unité entre la tête, le cou et le dos rendant possible un meilleur accomplissement de l'être humain, considéré comme un tout corporel et psychique.

## Publications
- Man's Supreme Inheritance, 1910
- Conscious Control: In Relation to Human Evolution in Civilization, 1912
- Constructive Conscious Control of the Individual, 1923
- The Use of the Self, 1932 (trad. française par E. Lefebvre : L'usage de soi, Bruxelles, Contredanse, 1996)
- The Universal Constant in Living, 1941